# Rolf Losansky

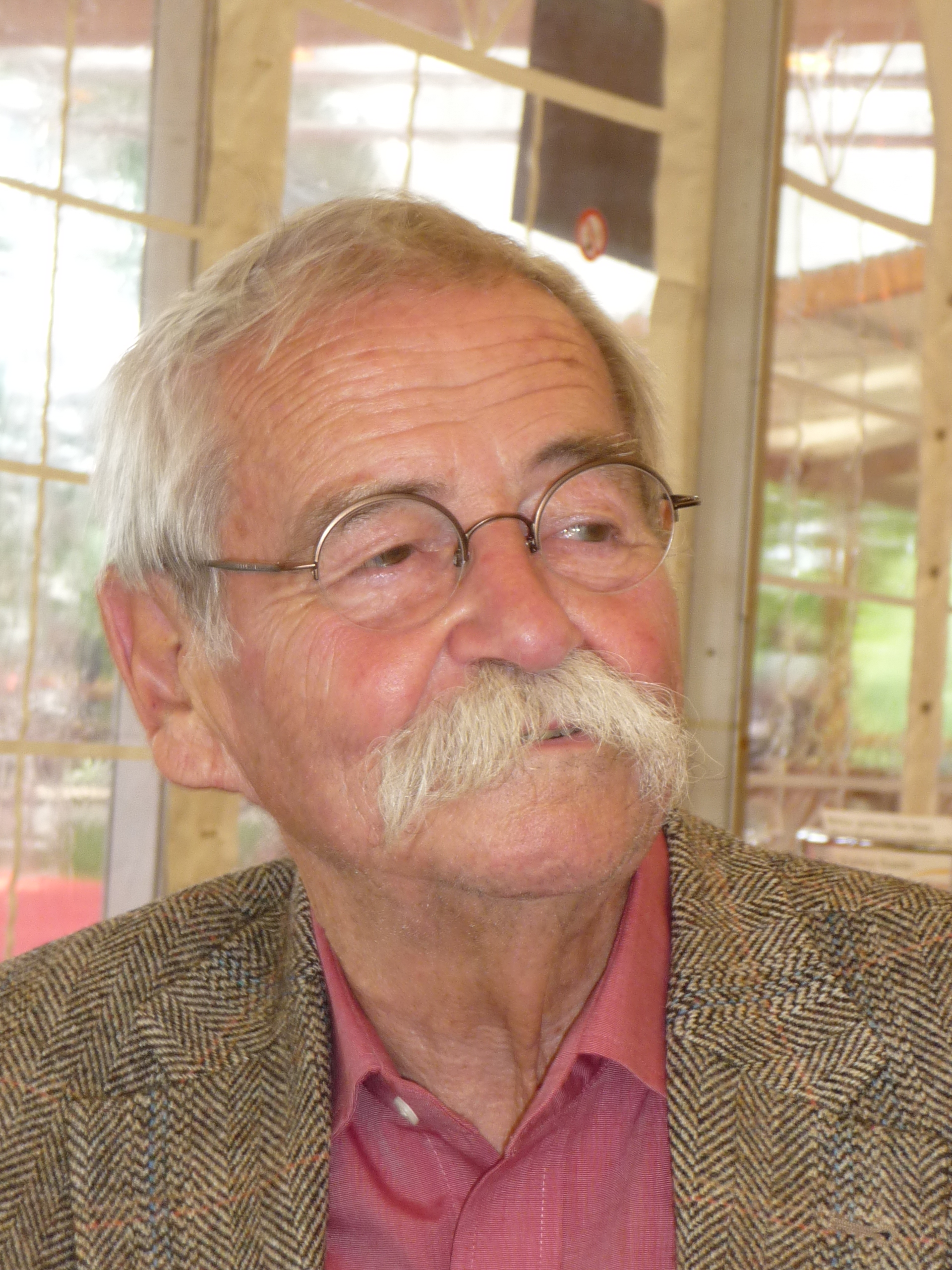
Rolf Losansky (2011)

Rolf Losansky (* 18. Februar 1931 in Frankfurt (Oder); † 15. September 2016 in Potsdam) war ein deutscher Filmregisseur und Drehbuchautor, der einer der erfolgreichsten Kinderfilmer der DEFA in Potsdam-Babelsberg war.

## Leben und Ausbildung
Rolf Losansky war der Sohn des Schriftenmalers Alfred Losansky und seiner Frau Luise, einer Krankenschwester und wuchs in der Dammvorstadt von Frankfurt (Oder), heute Słubice (Polen), auf. Nach dem Schulbesuch in Frankfurt (Oder) und Krumbach (Schwaben) absolvierte er 1946 bis 1949 eine Buchdruckerlehre in Frankfurt (Oder), bevor er 1950 bis 1953 auf die Arbeiter-und-Bauern-Fakultät in Berlin ging. Er konnte sich in seiner Berufswahl nicht entscheiden und studierte zunächst drei Semester Medizin an der Humboldt-Universität zu Berlin. Als pädagogischer Mitarbeiter im Pionierpark in der Berliner Wuhlheide organisierte Rolf Losansky Großveranstaltungen und Volksfeste.
Von 1955 bis 1960 studierte Rolf Losansky an der Deutschen Hochschule für Filmkunst Potsdam-Babelsberg in der Fachrichtung Regie. Seine Lehrer waren die Regisseure Martin Hellberg, Kurt Maetzig, Richard Groschopp und Andrew Thorndike. Schon während des Studiums unterstützte er Wera und Claus Küchenmeister bei der Auswahl von Kindern für ihren Dokumentarfilm „Träumt für morgen“ (1956). Zudem assistierte er Annelie und Andrew Thorndike bei Archivrecherchen für den Dokumentarfilm „Unternehmen Teutonenschwert“ (1958) und unterstützte die Regisseure Joachim Hadaschik und Ivo Toman (ČSSR) bei den Arbeiten zu „Es kämpften 12 Armeen“, einem Dokumentarfilm über die Erste Sommerspartakiade in Leipzig. Der Dokumentarfilm „Soldat und Sportler“ (1959) war sein Abschlussfilm, mit dem er 1960 neben einer theoretischen Arbeit sein Diplom erwarb.
Rolf Losansky lebte in Potsdam, war mit Annelore Losansky, Philosophiedozentin an der Hochschule für Film und Fernsehen „Konrad Wolf“ in Potsdam-Babelsberg, verheiratet und hatte zwei Kinder.
Sein Archiv befindet sich im Archiv der Akademie der Künste in Berlin.

## Arbeit
1961 begann Losansky als Regieassistent bei Frank Beyer („Königskinder“) und Günter Reisch („Ach, du fröhliche …“), bevor er 1962/63 seinen Debütfilm „Geheimnis der 17“ über elfjährige Amateurhistoriker inszenierte, die eine Hussitenburg erforschen. Seine Mitarbeiter waren ebenfalls Hochschulabsolventen wie die Drehbuchautoren Günter Mehnert und Gerd Gericke sowie der Kameramann Klaus Neugebauer. Nach dem poetischen Kriminalfilm „Die Suche nach dem wunderbunten Vögelchen“ erhielt Losansky einen Regievertrag beim DEFA-Studio für Spielfilme. Nach zwei wenig erfolgreichen Komödien für Erwachsene knüpften Losansky und Mehnert, die gemeinsam sieben Filme realisierten, an ihr Debüt an und behandelten in ihren nächsten Filmen Probleme von Kindern und Jugendlichen in ihrer Gesellschaft.
Losansky und Mehnert trennten dabei nicht die Welt der Erwachsenen und der Kinder/Jugendlichen, sondern berücksichtigten vielfältige Umwelteinflüsse und Umweltbezüge sowie soziale Räume, die für das Kind wie für den Jugendlichen in der Gesellschaft charakteristisch sind. Ebenso wahrheitsgetreu verfuhr Losansky mit den Erwachsenen, vorrangig den Eltern, da es für ihn keine von der Welt der Erwachsenen getrennte „Kinderwelt“ gab: „Die Erwachsenenwelt möchte ich nicht als fremd hinstellen für Kinder. Da müssen sie mal hin, dort wollen sie hin.“ In anderen Filmen Losanskys für jüngere Schulkinder wurden realistische Handlungen mit phantastischen Elementen, zum Teil in Animationstechnik, zu modernen Märchen vermischt. Dabei arbeitete er mit verschiedenen Autoren zusammen, vor allem mit der Autorin und Szenaristin Christa Kożik.
In Losanskys Filmen, die zum Teil mit erheblichem technischen Aufwand entstanden, traten neben jungen Laien immer populäre Schauspieler auf, unter anderem Dieter Franke, Jutta Wachowiak, Rolf Hoppe, Barbara Dittus und Rolf Ludwig. Seit 1968 arbeitete Losansky wiederholt mit dem Kameramann Helmut Grewald zusammen.
Nach der Wende blieb Losansky seinem Metier, dem Kinder- und Jugendfilm, treu und konnte noch drei Filme drehen. Daneben reiste er mit seinen Filmen durch die ganze Welt und inszenierte am Theater, unter anderem Zwerg Nase an Bühnen in Altenburg und Gera. Außerdem leitete er Drehbuchseminare. 2005 rief er ein Projekt mit dem Titel „Die Kinder von Potsdam“ ins Leben. Ergebnis sollte ein dokumentarischer Film über das Miteinander im Stadtteil Am Stern aus der Sicht der Jugendlichen sein.

## Filmografie
- 1957: Eis-Etüde (Kurz-Dokumentarfilm), Regie
- 1959: Soldat und Sportler (Kurz-Dokumentarfilm), Regie
- 1961: Das hölzerne Kälbchen Darsteller
- 1962: Königskinder Darsteller, Regieassistenz
- 1962: Ach, du fröhliche …Regieassistenz
- 1963: Geheimnis der 17 Drehbuch (mit Günter Mehnert und Gerd Gericke), Regie
- 1963: Die Suche nach dem wunderbunten Vögelchen Drehbuch (mit Günter Mehnert), Regie, Darsteller
- 1964: Das Stacheltier (Reihe): Motorradhelden (Kurz-Spielfilm), Drehbuch, Regie
- 1964: Als Martin vierzehn war Darsteller
- 1967: Der Revolver des Corporals Drehbuch (mit Günter Mehnert), Regie
- 1968: Im Himmel ist doch Jahrmarkt Regie
- 1971: Hut ab, wenn du küsst! Regie, Drehbuch
- 1971: Euch werd ich’s zeigen Regie
- 1974: … verdammt, ich bin erwachsen Drehbuch, Regie
- 1975: Blumen für den Mann im Mond Drehbuch, Regie
- 1977: Ein Schneemann für Afrika Regie
- 1978: Achillesferse Drehbuch, Regie
- 1981: Der lange Ritt zur Schule  Regie
- 1983: Moritz in der Litfaßsäule Drehbuch (nach dem Buch von Christa Kożik), Regie
- 1985: Weiße Wolke Carolin Regie
- 1985: Filmkinder (Mitwirkender)
- 1986: Das Schulgespenst Drehbuch, Regie
- 1988: Zuckertütenzeit (TV), Regie
- 1990: Abschiedsdisco Drehbuch, Regie
- 1992: Hier und Jetzt (Fernsehfilm), Regie (eine Episode)
- 1993: Zirri – Das Wolkenschaf Drehbuch, Regie
- 1996: Friedrich und der verzauberte Einbrecher Drehbuch (mit Christa Kožik), Regie
- 1999: Hans im Glück Drehbuch (mit Gabriel Genschow), Regie
- 2012: Wer küsst Dornröschen??

## Auszeichnungen
- Euch werd ich’s zeigen
  - 1972 – Medaille der Pionierorganisation „Ernst Thälmann“ in Gold
  - 1972 – Kinderfilmwoche Erfurt: 1. Preis
- … verdammt, ich bin erwachsen
  - 1975 – Preis des InternationalenKinder- und Jugendfilmfestivals in Gijón (Spanien)
  - 1976 – Heinrich-Greif-Preis II. Klasse im Kollektiv
- Ein Schneemann für Afrika
  - 1978 – Auszeichnung des Internationalen Kinder- und Jugendfilmfestivals in Gijón (Spanien)
  - 1979 1. Nationales Festival für Kinderfilme der DDR in Gera: Ehrenpreis der Kinderjury
- 1979 – Nationalpreis der DDR für Kunst und Kultur II. Klasse im Kollektiv des DEFA-Studios für Spielfilme auf dem Gebiet des Kinder- und Jugendfilms
- Achillesferse
  - 1983 – Kunstpreis des DTSB (gemeinsam mit Günter Mehnert)
- 1983 – Nationales Festival für Kinderfilme der DDR: Ehrendiplom der Fachjury für beispielgebendes Bemühen um den Unterhaltungsfilm für Kinder
- Moritz in der Litfaßsäule
  - 1984 – Kritikerpreis
  - Nationales Festival für Kinderfilme der DDR
    - Findlingspreis
    - Ehrenpreis der Kinderjury
    - Sonderpreis des Ministers für Volksbildung
- Das Schulgespenst
  - 1987 – Nationales Festival für Kinderfilme der DDR
    - Ehrenpreis der Kinderjury
    - Sonderpreis des Ministers für Volksbildung

  - 1987 – Kinderfilm-Festival Essen: Blauer Elefant der Kinderjury
  - 1988 – Kritikerpreis
- 1988 – Artur-Becker-Medaille der FDJ in Silber
- 2007 – „Ehrenschlingel“, Internationales Filmfestival Schlingel in Chemnitz – Das Festival für Kinder und junges Publikum ehrt mit diesem Preis große Regisseure des europäischen Kinderfilmes.
- 2011 – „Preis für die Verdienste um den deutschen Film“ von der DEFA-Stiftung bei der 11. Preisverleihung der DEFA-Stiftung, Berlin Kosmos